# 火星公主
《火星公主》（英語：A Princess of Mars）是美國作家埃德加·賴斯·巴勒斯（Edgar Rice Burroughs）所創作的科幻小說，也是《巴森系列》第一部小說。
《火星公主》於1912年2月至7月開始在雜誌《All-Story Magazine》中連載，這部小說被認為是20世紀科幻小说的典型範例。它也是行星羅漫史的一個開創性典範，也是科幻小說的一個子類，在其出版後的幾十年中變得非常受歡迎。《火星公主》早期章節也包含了西部小說的元素。《火星公主》故事背景發生在火星上，火星被認為是一顆充滿惡劣沙漠環境的垂死星球，這種火星環境設定是基於天文學家帕西瓦尔·罗威尔的作品，他的思想在19世紀末和20世紀初廣泛普及。
《巴森系列》啟發了許多著名的20世紀科幻作家，包括傑克·萬斯、布拉德伯里、克拉克、海萊因和約翰·諾曼。該系列也為尋找外星生命的科學家提供靈感，例如卡爾·薩根。

## 外部連結
- The Official Princess of Mars site from Edgar Rice Burroughs, Inc. （页面存档备份，存于）
- ERBzine.com Illustrated Bibliography: A Princess of Mars （页面存档备份，存于）
- Text of the novel at Project Gutenberg （页面存档备份，存于）
- Hypertext version of Project Gutenberg text of A Princess of Mars （页面存档备份，存于）
- LibriVox中的公有领域有声书《A Princess of Mars》
- 列在網路推理小說資料庫中的《火星公主》
- Edgar Rice Burroughs Summary Project page for A Princess of Mars （页面存档备份，存于）
- Audio review and discussion of A Princess of Mars （页面存档备份，存于） at The Science Fiction Book Review Podcast （页面存档备份，存于）